# Scarturus euphraticus
Il gerboa dell'Eufrate (Scarturus euphraticus [O. Thomas, 1881]) è un roditore della famiglia dei gerboa (Dipodidae), diffuso nel Vicino Oriente. In passato veniva assegnato al genere Allactaga, ma successivamente è stato riclassificato, insieme a varie altre specie affini, nel genere Scarturus.

## Descrizione
Questa specie presenta una lunghezza testa-tronco compresa tra 77 e 140 mm, con una coda lunga da 144 a 210 mm e un peso che varia tra 48 e 92 g. I grandi piedi posteriori, lunghi tra 50 e 68 mm, sono una caratteristica distintiva. Le orecchie misurano tra 29 e 52 mm. Il mantello è di colore marrone chiaro con sfumature grigiastre su capo e dorso, mentre il ventre è bianco. La coda grigio-bruna termina con un vistoso ciuffo appiattito, nero con punta bianca. Poco prima del ciuffo è presente un anello bianco o arancio-bruno. Sotto le dita posteriori si trovano peli corti bianchi e alcuni neri, che tuttavia non formano una spazzola compatta. Gli incisivi mostrano smalto bianco nella parte anteriore. Delle cinque dita del piede posteriore, le due esterne sono solo rudimentali. Gli individui che abitano regioni più elevate tendono ad avere un pelame più scuro.

## Distribuzione e habitat
L'areale del gerboa dell'Eufrate si estende dal sud della Turchia e dall'ovest dell'Iran attraverso Siria, Giordania, Libano e Iraq fino al Kuwait e al nord dell'Arabia Saudita. La specie si incontra in pianure, montagne e altipiani fino a 2.660 metri di altitudine. Abita prevalentemente steppe e semideserti con vegetazione erbacea sparsa e arbusti, frequentando raramente aree coltivate.

## Biologia
Animale notturno, durante il giorno riposa in tane sotterranee scavate autonomamente, solitamente in substrati non sabbiosi. Come altri gerboa, si nutre principalmente di materiale vegetale: foglie, radici giovani, germogli, steli e semi. La tana consiste in un tunnel con una o due deviazioni, che termina in una camera profonda 35-45 cm e larga 11-15 cm. Spesso è presente un secondo tunnel che funge da via di fuga. In natura, ogni individuo occupa una propria tana. In cattività, soggetti messi nello stesso recinto (indipendentemente dal sesso) ingaggiano scontri intensi che possono durare fino a due ore, dopo le quali tendono a occupare zone separate della gabbia.
L'attività notturna inizia una o due ore dopo il tramonto e termina prima dell'alba. Le popolazioni settentrionali vanno in letargo tra novembre e gennaio. In Turchia, la riproduzione ha luogo da aprile a giugno, mentre in Iraq si osserva tra febbraio e maggio. Generalmente si verificano due cucciolate all'anno, composte da 4-8 piccoli.

## Conservazione
La principale minaccia per la specie è rappresentata dalla conversione degli habitat originari in terreni agricoli. In Giordania, tra il 1985 e il 2005, circa il 50% dell'habitat è stato convertito a uso agricolo, mentre in Turchia è aumentata la coltivazione del cotone. In alcune regioni, la specie viene cacciata per la carne, che viene anche venduta ai falconieri. Tuttavia, secondo stime del 2019, la popolazione complessiva rimane ampia. La IUCN classifica Scarturus euphraticus come «specie a rischio minimo» (Least Concern).